# 约翰·亨普尔
约翰·保罗·亨普尔（英語：John Paul Hempel，1935年10月14日—2022年1月13日），美国数学家，主要从事几何拓扑学研究。萊斯大學教授。

## 生平
1935年出生于盐湖城。1957年毕业于犹他大学数学专业。1962年在威斯康星大学麦迪逊分校获博士学位，同年进入萊斯大學任教。1976年出版拓扑学教科书《3-流形》。2013年退休，同年当选美国数学学会会士。2022年1月13日逝世。